# George Sudarshan
Ennackal Chandy George Sudarshan, anche noto come E.C.G. Sudarshan (Pallom, 16 settembre 1931 – Texas, 14 maggio 2018), è stato un fisico indiano naturalizzato statunitense autore e professore presso l'University of Texas at Austin.
Nel 2010 ha vinto la medaglia Dirac insieme al fisico italiano Nicola Cabibbo, assegnata per il "loro fondamentale contributo alla comprensione delle interazioni elettrodeboli".

## La teoria V-A
Nel 1956 iniziò sotto la supervisione di Robert Marshak ad occuparsi delle teorie di campo quantistiche in grado di descrivere i decadimenti nucleari. Egli osservò che fra le possibili interazioni ammesse fra quattro particelle, i decadimenti deboli dovevano combinare correnti vettoriali (V) - assiali (A) con la massima violazione di parità:
{\displaystyle J_{\mu }={\bar {\psi }}_{i}(\gamma _{\mu }-\gamma _{5}\gamma _{\mu })\psi _{j}}
Questa proposta, chiamata teoria V-A, fu presentata da Sudarshan in varie conferenze e pubblicata su rivista peer-review da Gell-Mann e Feynman, che nel 1963 riconobbe il fisico indiano insieme a Marshak come unico scopritore della teoria.

## Il teorema di equivalenza ottico
Nel 1963 Sudarshan dimostrò l'equivalenza fra la descrizione semiclassica e quella quantistica degli stati statistici di un campo ottico. Dal punto di vista quantistico, la descrizione statistica di un campo ottico è basata sui valori di aspettazione rispetto ad un operatore densità {\displaystyle {\hat {\rho }}}. È possibile quindi chiedersi esiste una mappa per cui valga:
{\displaystyle Tr({\hat {\rho }}G(a,a^{+}))=\int \rho (z)G(z,z^{*})d^{2}z}
dove {\displaystyle \rho } a destra dell'equazione denota la distribuzione di probabilità semiclassica e {\displaystyle G} un opportuno operatore. Sudarshan mostrò che la mappa esiste a patto di considerare distribuzioni di quasi-probabilità, cioè a patto che {\displaystyle \rho (z)} possa anche assumere valori negativi. Una distribuzione di densità con valori negativi è il segnale portato dalla natura quantistica del campo elettromagnetico.

## Studi sul tachione
Negli anni '60 Sudarshan avanzò anche numerose proposte riguardo ai tachioni, particelle che si dovrebbero muovere a velocità costantemente superiori a quella della luce. Il fisico indiano studiò in particolare le conseguenze e le proprietà di particelle a massa immaginaria che potrebbero corrispondere a tachioni, senza per questo violare il principio di causalità nel contesto della relatività ristretta. Questa possibilità è stata oggetto di numerose altre analisi e critiche.

## Controversia sul Premio Nobel
Nel 2005 diversi fisici scrissero all'Accademia svedese, protestando che Sudarshan avrebbe dovuto ricevere una quota del Premio Nobel per la fisica. Sudarshan e altri fisici hanno inviato una lettera al Comitato Nobel sostenendo che la rappresentazione P aveva più contributi di "Sudarshan" rispetto a "Glauber". La lettera continua dicendo che Glauber ha criticato la teoria di Sudarshan - prima di ribattezzarla "rappresentazione P" e incorporarla nel suo lavoro. In una lettera inedita a "The New York Times", Sudarshan definisce la "rappresentazione Glauber-Sudarshan" un termine improprio, aggiungendo che "letteralmente tutti gli sviluppi teorici successivi nel campo dell'ottica quantistica fanno uso del suo lavoro".
Nel 2007, Sudarshan ha detto al "Hindustan Times", "Il premio Nobel per la fisica 2005 è stato attribuito per il mio lavoro, ma non sono stato io a ottenerlo. " Sudarshan ha anche commentato di non essere stato selezionato per il Nobel del 1979, "Steven Weinberg, Sheldon Glashow e Abdus Salam sono stati premiati per un lavoro che avevo fatto da studente di 26 anni. Se si dà un premio per un edificio, non dovrebbe essere dato a chi ha costruito il primo piano prima che a quelli che hanno costruito il secondo piano? "

## Premi
- Kerala Sastra Puraskaram for lifetime accomplishments in science, 2013
- Dirac Medal of the ICTP, 2010
- Padma Vibhushan, second highest civilian award from the Government of India, 2007
- Majorana Prize, 2006
- First Prize in Physics, 1985
- TWAS Prize, 1985
- Bose Medal, 1977
- Padma Bhushan, third highest civilian award from the Government of India, 1976[11]
- C V Raman Award, 1970